# Wolfgang Jugler
Wolfgang Jugler (Salzburg, 7 de març de 1922- Marbella, 1 de novembre del 2011) va ser cap superior d'assalt de la 1a Divisió Leibstandarte SS Adolf Hitler i escorta d'Adolf Hitler
. Es va refugiar a la Costa del Sol, igual que nombroses personalitats nazis i feixistes de l'exterior d'Espanya després de la derrota de les potències de l'Eix en la Segona Guerra Mundial, que van trobar a l'Espanya franquista la protecció del dictador i de l'Església i, per tant, la seva salvació. Va instal·lar-se a la urbanització Lindasol de Marbella, on va adquirir el seu pis el 1978, al qual exhibia obertament records: la creu de ferro, els seus uniformes, un retrat de Hitler, etc. Debia a la comunitat de propietaris 4.689 euros. Després de la transició, el Centre Simon Wiesenthal va demanar en va als governs de Felipe Gonzalez i José María Aznar la seva extradició. Va morir a Marbella, l'1 de novembre del 2011 a l'edat de 89 anys.